# Idrættens Hus
Idrættens Hus er et hotel-, konference og kontorkompleks med sportsfaciliteter, beliggende i tilknytning til Brøndby Stadion, beliggende ca. 12 km fra Københavns bymidte.
Hotelfaciliteterne omfatter 67 hotelværelser, kontor- og sportsfaciliteter.
I Idrættens Hus udstilles busterne fra Sportens Hall of Fame.
Flere af Danmarks Idræts-Forbunds (DIF) medlemsforeninger har kontorer i Idrættens Hus.

## DIF medlemsforeninger med kontorer i Idrættens Hus
- Danmarks Idræts-Forbund
- Bueskydning Danmark
- Danmarks Cykle Union
- Danmarks Gymnastik Forbund
- Dansk Atletik Forbund
- Dansk Curling Forbund
- Dansk Døve-Idrætsforbund
- Parasport Danmark
- Dansk Idræts Medicinsk Selskab
- Dansk Kano og Kajak Forbund
- Dansk Rugby Union
- Dansk Sejlunion
- Dansk Skytte Union
- Dansk Sportsdanserforbund
- Dansk Volleyball Forbund
- Handicap Information
- Dansk Tennis Forbund
- Dansk Sportsdykker Forbund